# بی‌خانمانی جوانان
بی‌خانمانی جوانان (به انگلیسی: Youth homelessness) مشکل بی‌خانمانی یا ناامنی مسکن در میان جوانان در سراسر جهان است، این اصطلاح فراتر از عدم وجود مسکن فیزیکی در بیشتر تعاریف است و بی‌ثباتی خانوادگی، شرایط نامناسب مسکن، یا نداشتن آینده‌ای مطمئن را به تصویر می‌کشد. بی خانمانی جوانان در سراسر جهان بر مردم تأثیر می‌گذارد و از مرزها فراتر رفته است. سیاست‌هایی برای کاهش این مشکل در کشورهای سراسر جهان اجرا شده است، اما چالش دور نگه داشتن جوانان از خیابان‌ها همچنان ادامه دارد. مشکلات اساسی شامل مشکلات مالی، اعتیاد، ناآرامی‌های خانوادگی یا سوء استفاده اغلب منجر به این می‌شود که جوانان ترجیح می‌دهند خانه‌های خود را ترک کنند یا مجبور به ترک خانه‌هایشان شوند، قبل از اینکه به اندازه کافی آماده تنها شدن باشند.

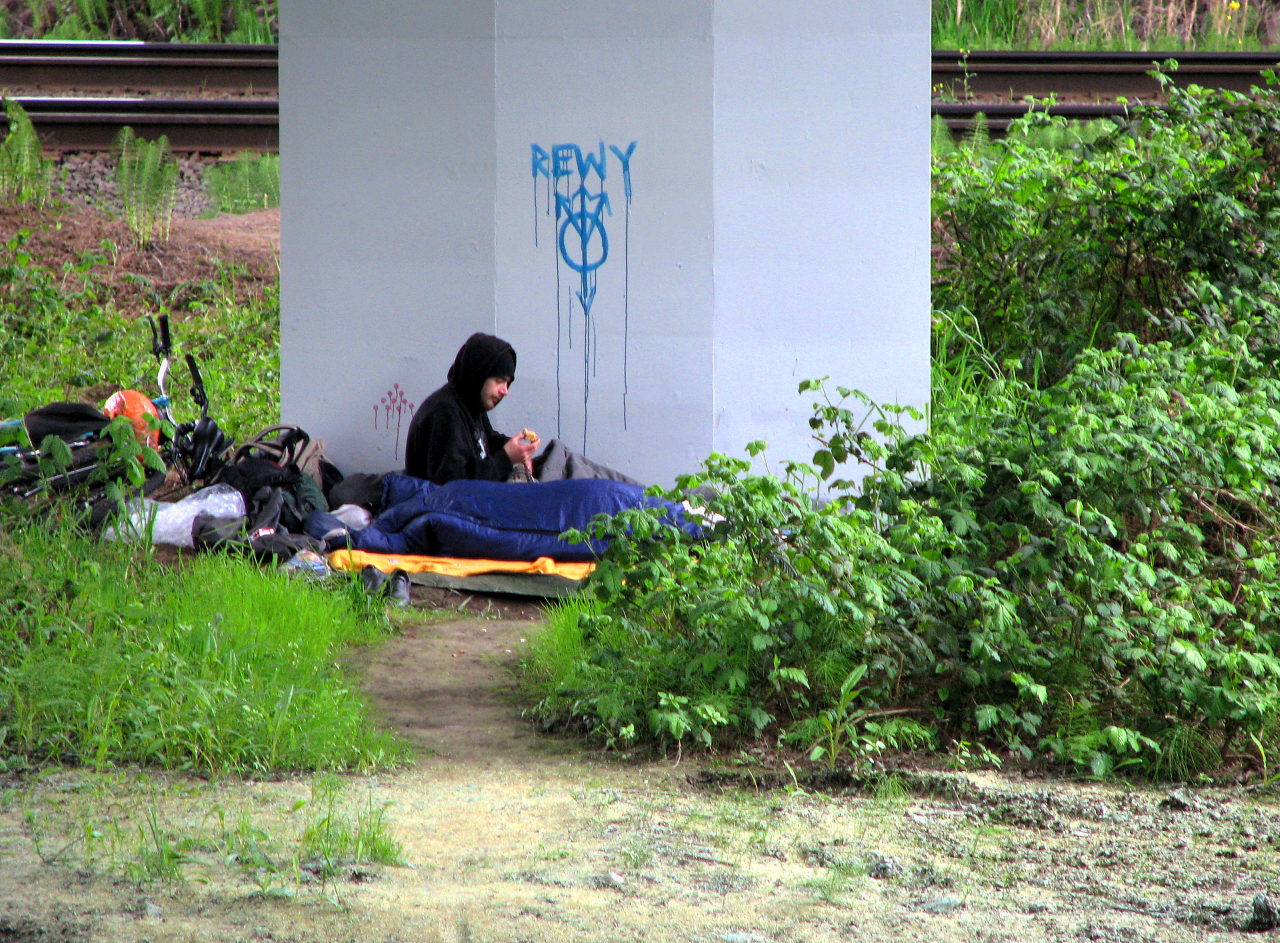
مسکن و سرپناه از حقوق اولیه همه انسان‌هاست. اعلامیه جهانی حقوق بشر

## تعریف بی خانمانی جوانان
تعریف بی‌خانمانی جوانان در کشورهای مختلف بطور گسترده‌ای متفاوت است، و بسیاری از کشورهای توسعه‌یافته به مشکلاتی که منجر به بی خانمانی می‌شود، اذعان دارند. خود اصطلاح «جوان» توسط سازمان ملل متحد به عنوان فردی بین ۱۰ تا ۲۴ سال تعریف می‌شود، و تعاریف اکثر ایالت‌ها نزدیک به این طبقه‌بندی است. در ایالات متحده، فردی که عضوی از «جوانان بی‌خانمان» تلقی می‌شود، فردی است که زیر ۲۱ سال سن دارد و نمی‌تواند با یکی از بستگان خود زندگی مطمئن داشته باشد و هیچ زندگی جایگزین مطمئنی دیگری ندارد. در استرالیا، سه دسته بی خانمانی وجود دارد که شامل کسانی می‌شود که از یک پناهگاه اضطراری به پناهگاه دیگر و همچنین کسانی که در اقامتگاه‌هایی زندگی می‌کنند که کمتر از حداقل استانداردهای جامعه باشد (مثل خانه‌های شبانه‌روزی و پارک‌ها) زندگی می‌کنند. در اتحادیه اروپا، هر فردی بین ۱۳ تا ۲۶ سال که فاقد یک مکان فیزیکی برای سکونت باشد، یا با ناامنی مسکن در نتیجه شکستگی روابط خانواده دست و پنجه نرم کند، در این دسته از «بی‌خانمانی جوانان» قرار می‌گیرند. ا

## چالش‌های هدفمند برای جوانان
شناسایی عوامل مؤثر بر بی‌خانمانی جوانان دشوار است. در بسیاری از مواردی که جوانان داوطلبانه خانه‌های خود را ترک می‌کنند یا مجبور به ترک خانه می‌شوند، می‌تواند ناشی از مشکلات مالی، خانوادگی، جنایی و اعتیاد باشد. سوء استفاده جنسی یا فیزیکی، و اختلال در عملکرد خانوادگی هم به بی‌خانمانی جوانان منجر می‌شود.

### جنایت
افراد بی خانمان، و سازمان‌های بی خانمان، گاهی متهم یا محکوم به رفتارهای متقلبانه می‌شوند. مجرمان همچنین به استثمار افراد بی خانمان، از سرقت هویت گرفته تا کلاهبرداری‌های مالیاتی و رفاهی دست می‌زنند. این حوادث اغلب به برداشت‌های منفی در مورد جوانان بی‌خانمان منجر می‌شود. ماهیت چرخه ای برای چنین اتهاماتی وجود دارد. هنگامی که فردی بی‌خانمان می‌شود، طبیعتاً سازگاری با جامعه برای به دست آوردن شغل و در نهایت خانه‌دار شدن سخت‌تر می‌شود. یک فرد جوان بی‌خانمان نمی‌تواند تحصیلات خود را برای اشتغال آینده کسب کند.
خشونت و سوءاستفاده از کودکان یا جوانان اغلب منجر به بی‌خانمانی جوانان می‌شود. رفتارهای توهین‌آمیزی که از سوی خانواده به جوانان تحمیل می‌شود می‌تواند آنها را به ترک خانه در سنین پایین‌تر، ترغیب کند. فعالیت‌های مجرمانه توسط والدینِ یک فرد جوان می‌تواند جوان را به تکرار این رفتارهای غیرقانونی سوق دهد. همچنین انتقال به خارج از کانون اصطلاح و تربیت نیز می‌تواند جوانان را تشویق کند که از خانه خارج شوند. جوانان بی‌خانمان ممکن است تحت فشارهای اجتماعی به سرقت غذا و پول، یا به تن‌فروشی متوسل شوند.

### خانواده
در سرتاسر جهان، بی خانمانی جوانان با تمایل جوانان به ترک خانه بیشتر می‌شود. بی‌خانمانی، جوانان را مجبور می‌کند تا از طریق راه‌های محدود از خود حمایت کنند. گاهی اوقات جوانان با نزدیک شدن به بزرگسالی مجبور به ترک خانه می‌شوند.
بی‌ثباتی در خانه یا خانواده می‌تواند، باعث جابجایی جوانان شود، همچنین باعث می‌شود که جوانان در مسیر رفتار مجرمانه قرار بگیرند. نه تنها یک واحد خانوادگی ناپایدار منبع بی‌خانمانی است، بلکه می‌تواند یک الگوی چرخه‌ای را در روابط خانوادگی آینده کودکان ترویج دهد، کودکان به‌طور طبیعی تمایل دارند که رفتارهای بزرگترهای خود را در طول دوران رشد تکرار کنند. این ویژگی رشد انسانی زمانی خطرناک می‌شود که آزار و اذیت یا بدرفتاری در خانواده بیشتر باشد. بیش از نیمی از جوانان بی‌خانمان از سوی خانواده یا سرپرستان خود توهین یا تحقیر را تجربه کرده‌اند.
برخی از جوانان نیز در دوران کودکی خود زمانی که شرایط بدرفتاری یا بی‌توجهی نسبت به آنها شدید می‌شود و دولت مجبور به مداخله می‌شود، وارد سیستم سرپرستی می‌شوند. در این صورت اگر شرایط زندگی خانواده سرپرست برای آنها نامطلوب باشد، باعث تأثیرات منفی بر روی کودکان و جوانان می‌شود.

### اعتیاد به الکل و مواد مخدر
اعتیاد به الکل یا مواد مخدر در خانواده می‌تواند والدین را وادارد تا جوانان را مجبور به ترک خانه کنند، قبل از آنکه از نظر مالی آماده باشند. کودکانی که والدین آنها تحت تأثیر رفتارهای سوء مصرف مواد قرار می‌گیرند، در سال‌های بعد نیز آسیب می‌بینند. علاوه بر این، بسیاری از جوانان تحت تأثیر مواد مخدر یا الکل، رفتارهای جنسی پرخطری انجام می‌دهند که می‌تواند منجر به بارداری یا بیماری‌های مقاربتی (STD) شود.

### سلامت روان
شرایط بهداشت روانی می‌تواند بی خانمانی جوانان را افزایش دهد. در همه‌گیری کووید ۱۹، انزوا و تنهایی در میان جوانان افزایش یافت و این باعث کاهش شدید شرایط سلامت روان در جوانان شد. بسیاری از جوانان برای کمک به مهار این تنهایی به سمت سیگار و مواد مخدر روی آوردند که این بحران را بیشتر تشدید کرد. علاوه بر این، جوانان بی‌خانمان ممکن است در نتیجه قضاوت شدن در معرض آسیب‌ها و اختلالات روانی بیشتری قرار بگیرند. تصورات منفی عمومی و دولتی نسبت به جوانان می‌تواند دسترسی به منابع برای رفع بی خانمانی را دشوارتر کند.

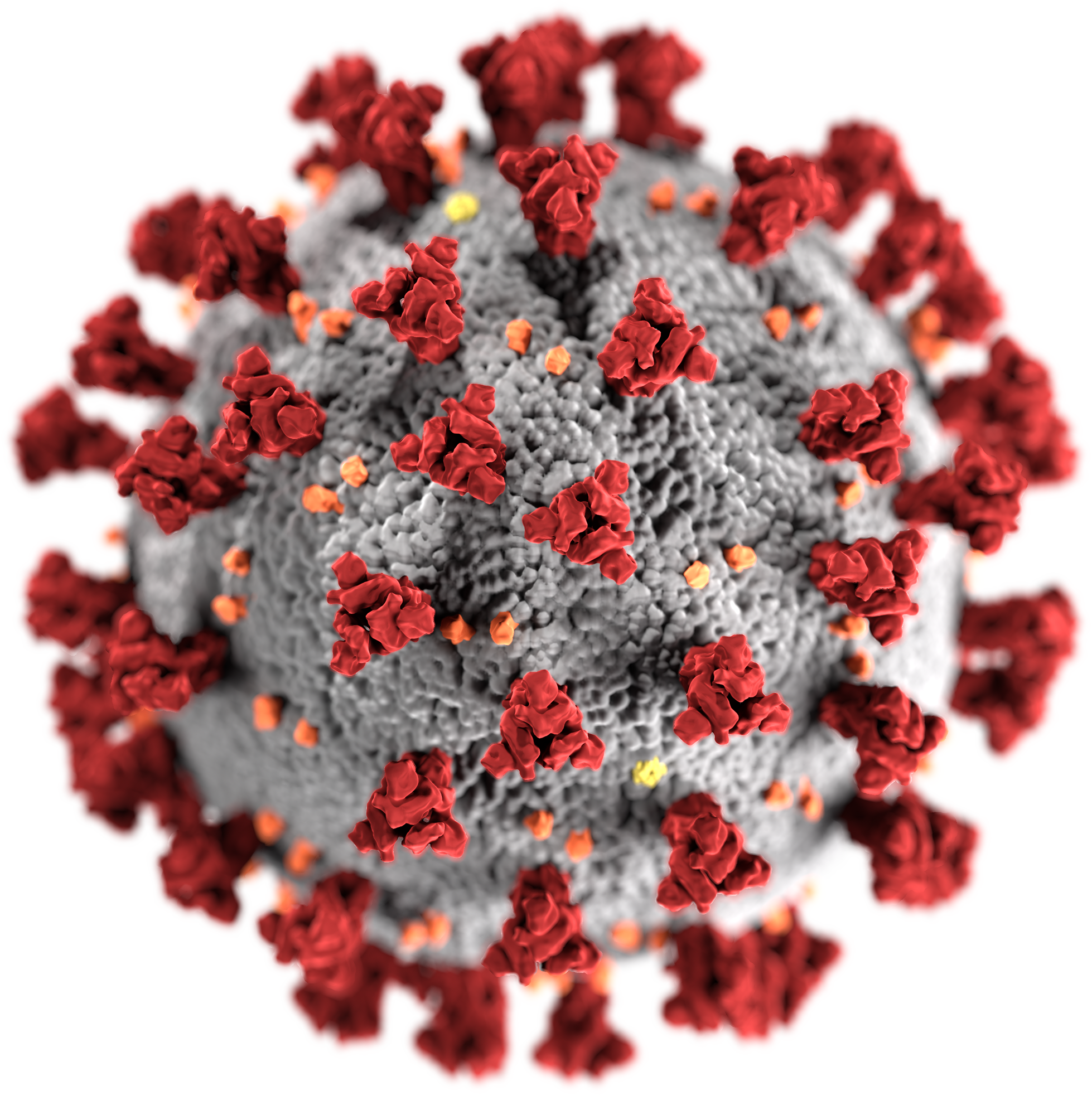
در طول شیوع کووید-۱۹ ما نرخ بسیار پایینی از امنیت شغلی را تجربه کردیم که در نتیجه چندین نفر و خانواده‌ها شغل خود را از دست دادند و جوانان را مجبور به ترک خانه و جدا شدن از خانواده‌هایشان در موارد خاص کرد.

### اقتصاد
در سراسر جهان، توزیع درآمد به سمت ثروتمندان بیشتر است. نابرابری‌های از قبل موجود نیز توزیع نابرابر ثروت را بیشتر می‌کند و در بسیاری از جوامع دسترسی فقرا به فرصت‌های شغلی جدید را دشوار می‌کند. علاوه بر این، یک مانع اساسی در تحرک اقتصادی در بسیاری از مناطق جهان وجود دارد. همچنین کودکان به‌طور طبیعی به دلیل سن تولد و نقاط عطف تحصیلی در محدوده اقتصادی مشابه والدینشان قرار می‌گیرند.

## گروه‌های آسیب‌پذیر
عوامل مختلفی می‌تواند این مشکل مسکن را برای جوانان تشدید کند، از جمله شناسایی هویت جنسی آنها، نابرابری‌های اجتماعی-اقتصادی، و همه‌گیری کووید ۱۹.

### جمعیت جوانان ال‌جی‌بی‌تی
برخی از جوانانی که خود را به عنوان ال‌جی‌بی‌تی معرفی می‌کنند، به دلیل تعصبات خانوادگی به اجبار از خانه‌های خود اخراج می‌شوند. یا اگر خانواده‌شان از هویت و گرایش آنها حمایت نکند، ممکن است جوانان خانه را ترک کنند. بی‌خانمانی جوانان بر افرادی که به عنوان جامعه ال‌جی‌بی‌تی شناسایی می‌شوند، به میزان بیشتری نسبت به سایر گروه‌های جوانان، تأثیر می‌گذارد. علاوه بر این، این افراد ممکن است احساس کنند که از جامعه یا خانواده خود طرد شده‌اند که منجر به تهدید بیشتر برای ایمنی جسمی و سلامت روان آنها می‌شود که می‌تواند اعتیاد به الکل یا مواد مخدر را بیشتر کند. سازمان ملل متحد این چالش‌ها را به رسمیت می‌شناسد، و آمار را در کشورهای مختلف بررسی می‌کند که تجربیات مشابهی را در مورد جمعیت جوانان ال‌جی‌بی‌تی در معرض خطر بی خانمانی قرار می‌دهند. در کانادا، در یک مطالعه کیفی که در میان اعضای جوانان بی‌خانمان ال‌جی‌بی‌تی انجام شد، ادعاهایی مطرح شد که این جوانان ال‌جی‌بی‌تی به دلیل هویت یا گرایش جنسی خود از برنامه‌های رفاهی و حمایتی محروم شدند.

## پیشگیری

### درک کردن جوانان بی‌خانمان
با توجه به ماهیت گریزان جوانان بی خانمان و البته تمایل برخی از آنها برای قرار گرفتن در آمارهای رسمی، مطالعات کیفی می‌تواند به درک تجربیات جمعیت جوانان بی‌خانمان از طریق مصاحبه با آنها و مشاهده کمک کند. مطالعه جوانانی در سانفرانسیسکو که بی خانمانی را تجربه می‌کنند، اطلاعاتی را در مورد تجربیات آنها گردآوری کرد. در مجموع ۴۵ مصاحبه انجام شد. مصاحبه‌ها در محدوده سنی جوانان ۱۵ تا ۲۴ سال بود که حداقل یک شب بی‌خانمانی را در شش ماه قبل از مصاحبه تجربه کردند، در طول این شش ماه بی‌خانمانی، جوانان مشکل دسترسی به منابع اولیه، مشکل مسکن، عدم دسترسی به خدمات درمانی، و نبود منابع آموزشی را تجربه کردند.
جوانان بی‌خانمان ۱۶ تا ۲۵ ساله در سنین گذار که دارای سو مصرف مواد هستند، سختی شدیدی را تجربه می‌کنند. عوامل مؤثر در بی خانمانی جوانان عبارتند از وقایع نامطلوب زندگی، قرار گرفتن در خارج از خانه، حبس، ضربه‌های روحی دوران کودکی، سوء استفاده فیزیکی، سوء استفاده جنسی، تجاوز جنسی، مشکلات مالی و مرگ والدین. یک مطالعه نشان داد که نیازهای خدماتی جوانان در سن گذار که درگیر سوء مصرف مواد هستند برطرف نشده است. ذی‌نفعان، لیست‌های انتظار طولانی برای مسکن و مشکل یافتن شغل را توصیف کردند. بسیاری از جوانان بی‌خانمان از نظر روحی و جسمی ناپایدار هستند. اختلالات روانی مانند افسردگی، اضطراب، اختلال دوقطبی و اختلالات روان پریشی در جوانان بی خانمان شایع است. بی‌اعتنایی برخی جوانان بی‌خانمان به خدمات بهداشت رفتاری، ارائه کمک‌ها را دشوار می‌سازد.
انگ زدن به جوانان بی خانمان می‌تواند کمک‌رسانی را کند کند. در مطالعه ای که بر روی کودکان خیابانی در آمریکای لاتین انجام شد، بسیاری از کودکان و جوانان به بردخوردهای تحقیرآمیز مردم اشاره کردند، با این حال بعضی از این جوانان همچنان به آینده ای بهتر امیدوار بودند. در یک مطالعه در مورد بی خانمانی جوانان کانادایی، ۷۳٫۹ درصد از جوانان بی خانمان که ترک تحصیل کردند، اظهار داشتند که امیدوارند روزی تحصیلات خود را ادامه دهند.

### راه‌های پیشگیری
''استراتژی پیشگیری از فرصت های جدید'' (The New Opportunities Prevention Strategy) یک استراتژی ملی برای جلوگیری از بی‌خانمانی جوانان است که توسط محققان دانشگاه شیکاگو ایجاد شده است. گروه تحقیقاتی در آنجا پروتکلی را برای رسیدگی به بی‌خانمانی جوانان ایجاد کرده است. یافته‌های آن‌ها نشان می‌دهد که مؤثرترین راه برای کمک به بی‌خانمانی جوانان، معرفی سیاست‌هایی است که از بی‌خانمانی جوانان پیشگیری کند، مانند تأمین مسکن، انتقال مستقیم نقدی و افزایش دسترسی به منابع و پشتیبانی باکیفیت. این گروه از محققان اقدامات سیاستی را برای سرمایه‌گذاری بیشتر در عرضه مسکن و افزایش اعتبار مالیاتی مسکن با درآمد کم پیشنهاد می‌کند.
«Pathways» برای کمک به جوانان در حال خروج از مراکز نگهداری و جلوگیری از بی خانمانی در کلرادو ایجاد شد. Pathways در سه شهرستان در کلرادو برای رسیدن به جمعیتی بزرگ اجرا شد: یکی شهری، یکی حومه‌ای و دیگری روستایی انتخاب شدند. روش‌شناسی Pathways بر اساس ایده رابطه هدایتگر-جوان ساخته شده است. هدایتگر یک ارائه دهنده خدمات است که تعاملی شبیه مربی را برای ایجاد یک رابطه مثبت با جوانان فراهم می‌کند، که از نظریه کوچینگ زندگی مشترک (CALC) نشات می‌گیرد. رابطه بین هدایتگری و جوانان بر اساس چهار اصل اصلی شکل می‌گیرد:
1. این ادعا که افراد ذاتاً دارای منابع و توانایی در انتخاب، اقدام و یادگیری هستند.
2. تمرکز بر جوانان به عنوان یک فرد به جای یک مشکل برای حل.
3. برای حضور در لحظه.
4. برای حفظ چشم‌انداز امکان دگرگونی.[۲۰]

جوانان ۱۴ تا ۲۱ ساله در معرض بی خانمانی واجد شرایط شرکت در این برنامه هستند. شرکت کنندگان در برنامه Pathways بین ژوئیه ۲۰۱۶ و سپتامبر ۲۰۱۹ ثبت نام کردند. با تجزیه و تحلیل نظرسنجی‌های قبل و بعد از این برنامه به این نتیجه رسیدند که ۴۰ درصد از پاسخ دهندگان پس از آزمون مسکن ایمن شده‌اند. گزارش جوانان به عنوان بی خانمان از ۳۷ درصد (پیش آزمون) به ۱۰ درصد (پس آزمون) کاهش یافته است. معیارهای اشتغال و مالی پیگیری شد. از پیش از آزمون تا پس آزمون، میانگین درآمد ماهانه از ۶۲۷٬۰۰ دلار به ۱٬۰۵۲٬۰۰ دلار افزایش یافت که نشان دهنده موفقیت برنامه است. اشتغال پاره وقت ۴ درصد و اشتغال تمام وقت ۱۰ درصد افزایش یافته است. یافته‌ها نشان می‌دهد که مشارکت جوان‌محور و مربی‌مانند در کاهش بی‌خانمانی مؤثر است.

#### آموزش و پرورش
آموزش در کاهش بی‌خانمانی جوانان مؤثر است. در یک مطالعه کانادایی که به بررسی بی خانمانی جوانان پرداخته است، گزارش شده است که بیش از ۳۵۰۰۰ جوان در مرزهای کانادا به عنوان بی خانمان طبقه‌بندی می‌شوند. اقدامات پیشگیرانه برای جلوگیری از بی خانمانی جوانان ضروری است و این اقدامات می‌تواند از مدرسه شروع شود. دسترسی و توزیع خدمات و شناخت کودکان در معرض خطر باید از مدرسه آغاز شود. اگر پیشگیری در سیستم مدرسه ایجاد نشود، احتمال ادامه تحصیلات دبیرستانی جوانان بی‌خانمان به شدت کاهش می‌یابد. در سال ۲۰۱۶، در مطالعه ای که بر روی جوانان بی خانمان کانادایی انجام شد، ۵۳٫۲ درصد ترک تحصیل کرده بودند.